# Kenneth City
Kenneth City – miasto w Stanach Zjednoczonych, w stanie Floryda, w hrabstwie Pinellas.